# Jodis micantaria
Jodis micantaria är en fjärilsart som beskrevs av Eugen Johann Christoph Esper 1794. Jodis micantaria ingår i släktet Jodis och familjen mätare. Inga underarter finns listade i Catalogue of Life.